# Кројцбург
Кројцбург (њем. Creuzburg) град је у њемачкој савезној држави Тирингија. Једно је од 61 општинског средишта округа Вартбург. Према процјени из 2010. у граду је живјело 2.456 становника. Посједује регионалну шифру (AGS) 16063013.

## Географски и демографски подаци
Кројцбург се налази у савезној држави Тирингија у округу Вартбург. Град се налази на надморској висини од 200 метара. Површина општине износи 35,3 km². У самом граду је, према процјени из 2010. године, живјело 2.456 становника. Просјечна густина становништва износи 70 становника/km².